# Aeronáutica Agrícola Mexicana SA
Aeronáutica Agrícola Mexicana SA (AAMSA) was een vliegtuigfabrikant in Mexico van 1971 tot 1984.

## Geschiedenis
AAMSA werd gevormd in 1971 als een joint venture tussen Rockwell International (30%) en Industrias Unidas SA (70%) om Rockwells lijn van vliegtuigen voor agrarisch gebruik te fabriceren in een fabriek in Pasteje.

## Producten
- AAMSA A9B-M Quail, een doorontwikkeling van de CallAir A-9, welke geproduceerd werd tot 1984